# یواس‌اس پنوی (۱۸۶۴)
یواس‌اس پنوی (۱۸۶۴) (به انگلیسی: USS Peony (1864)) یک کشتی بود که طول آن 104’ 6” بود.